# Aponogeton bernierianus
Genre
Statut de conservation UICN

NT : Quasi menacé
Synonymes
- Ouvirandra bernieriana Decaisne
- Aponogeton quadrangulare Baker

Aponogeton bernierianus est une espèce de plantes aquatiques vivace de la famille des Aponogetonaceae. Elle est originaire de l'Est de Madagascar.

## Description
Aponogeton bernierianus a un tubercule de 3 cm d’épaisseur ou un rhizome épais et ramifié. Les limbes font jusqu’à 13 cm et sont pétiolés, en forme de sangle, très bombé et ondulé, jusqu’à 50(–120) cm de long et 1,5-6,5(-10) cm de large, et de coloration vert foncé.
Les pédoncule atteignent 75 cm de long, ils s’amincissant vers l’inflorescence. Les spathes mesurent jusqu’à 15 mm de long, ils sont caduques. L'inflorescence forme des épis de 3 à 15 cm de long avec des fleurs omnilatérales ; 2(3) tépales blancs ; 6 étamines ; 3(4) carpelles avec 2 ovules chacun. Fruit d’environ 10 × 7 mm. Les graines mesurent ̺7 × 4 mm (van Bruggen 1985).

## Utilisation
Les tubercules ont un goût agréable.

## Culture
Aponogeton bernerianus n’a été capturé qu’à quelques reprises. L’entretien d’un aquarium est difficile et ne réussit que dans quelques rares cas. Pour une culture réussie, les conditions écologiques devront être prises en considération (mouvement de l’eau doux, frais et fort).

## Écologie
L’espèce pousse dans les rivières et les ruisseaux aux eaux plus ou moins rapides, jusqu’à une altitude de 1 200 m dans des endroits ombragés ou ensoleillés. À un endroit près d’Andasibe (Madagascar), étudié par l’auteur, des plantes à fleurs poussaient pendant la saison sèche dans une eau claire de 60 cm de profondeur. Trois mois plus tard, le niveau de l’eau à cet endroit atteignait plus de 1,7 m pendant la saison des pluies (période de repos de l’usine). L’eau était devenue limoneuse et trouble et le courant se déchaînait. Une analyse de l’eau effectuée localement en janvier 1987 pendant la saison des pluies a donné une température de l’eau de 20,6 °C, un pH de 5,8, ainsi qu’une dureté totale et carbonatée inférieure à 1 °dH.

## Autres
Deux formes sont connues, l’une à limbes étroits, l’autre large. Dans le passé, des plantes à fleurs ont été récoltées presque tous les mois.